# 金子圭子
金子 圭子（かねこ けいこ、1967年11月11日 - ）は、日本の弁護士。2009年現在、アンダーソン・毛利・友常法律事務所パートナー。第二東京弁護士会所属。江藤新平の玄孫。

## 経歴
- 1986年3月 - 川越女子高等学校卒業
- 1991年3月 - 東京大学法学部（学士（法学））
- 1991年4月 - 三菱商事株式会社
- 1999年4月 - 最高裁判所司法研修所修了（51期）
- 2007年4月 - 東京大学大学院法学政治学研究科法曹養成専攻（法科大学院）客員准教授
- 2012年11月 - ファーストリテイリング監査役、ユニクロ監査役
- 2013年6月 - 朝日新聞社監査役
- 2019年6月 - ダイフク取締役
- 2021年1月 - アンダーソン・毛利・友常法律事務所外国法共同事業パートナー

## 人物・主張
仕事と子育てについては、「子供の様子を知りたい気持ちがあるし、あっという間に大きくなってくる。職場には、チームとして私と一緒に仕事をしているメンバーがいる。そのメンバーも皆、必死で働いている。自分だけ楽をしたいとか、甘えたことはいえない。「子供がいるから仕事は少なめで」とも言いたくない。周りの人はやさしい人ばかりなので「いいよ」と言ってくれるだろう。しかし、そう言ってしまったら、間違いなく今やっているタイプの仕事はできなくなるし、やれもしないなら、身を引くべきと思う」と述べている。

## 著書
- 『新会社法の読み方－条文からみる新しい会社制度の要点－』（社団法人金融財政事情研究会、2005年）（共著）
- 『事例解説 出向・転籍・退職・解雇』（会社実務研究会）